# Hrvatski nogometni kup 2019./20.
Hrvatski nogometni kup 2019./20. je dvadeset i deveto izdanje Hrvatskog nogometnog kupa. U natjecanju sudjeluje ukupno 48 klubova. Prošlogodišnji pobjednik natjecanja za sezonu 2018./19. je Rijeka. 
 
Kao posljedica pandemije COVID-19 u svijetu i Hrvatskoj, u ožujku je došlo do prekida odigravanja nogometnih natjecanja u Hrvatskoj 
 
6. svibnja 2020. Hrvatski nogometni savez je donio odluku o konačnom prekidu natjecanja za 2. HNL i sve ostale niže lige, te se njihov trenutni poredak uzima kao konačan, dok se natjecanje kupa i 1. HNL nastavlja.
 
 
Aktualni branitelj naslova "Rijeka" obranio je naslov u finalu kupa odigranom 1. kolovoza 2020. u Šibeniku.  

## Sudionici
U natjecanju sudjeluje 48 klubova i to: 
- 16 najuspješnijih klubova po koeficijentu uspješnosti u natjecanju za Hrvatski nogometni kup u zadnjih pet godina
- 21 klub – pobjednici natjecanja za Županijski kup (pod rukovodstvom Županijskih nogometnih saveza)
- 11 klubova finalista natjecanja za Županijski kup iz 11 županijskih nogometnih saveza s najvećim brojem registriranih nogometnih klubova

Klubovi kvalificirani preko županijskih kupova startaju u natjecanju od pretkola, a preko koeficijenta od šesnaestine završnice
| županija               | klubovi plasirani preko koeficijenta                                  | klubovi plasirani preko županijskih kupova             |
| ---------------------- | --------------------------------------------------------------------- | ------------------------------------------------------ |
| Bjelovarsko-bilogorska |                                                                       | Bjelovar (III) Dinamo Predavac (IV)                    |
| Brodsko-posavska       |                                                                       | Oriolik Oriovac (III) Sloga Nova Gradiška (III)        |
| Dubrovačko-neretvanska |                                                                       | Jadran Luka Ploče (III)                                |
| Istarska               | Istra 1961 Pula (I) Novigrad (III)                                    | Jadran Poreč (III) Buje (IV)                           |
| Karlovačka             |                                                                       | Karlovac 1919 (IV)                                     |
| Koprivničko-križevačka | Slaven Belupo Koprivnica (I)                                          | Mladost Kloštar Podravski (IV) Borac Imbriovrc (V)     |
| Krapinsko-zagorska     |                                                                       | Zagorec Krapina (III)                                  |
| Ličko-senjska          |                                                                       | Nehaj Senj (III)                                       |
| Međimurska             |                                                                       | Međimurje Čakovec (II) Nedelišće (IV)                  |
| Osječko-baranjska      | Osijek (I)                                                            | BSK Bijelo Brdo (II) Belišće (III)                     |
| Požeško-slavonska      |                                                                       | Slavonija Požega (III)                                 |
| Primorsko-goranska     | Rijeka (I)                                                            | Opatija (III)                                          |
| Sisačko-moslavačka     |                                                                       | Mladost Petrinja (III) Segesta Sisak (IV)              |
| Splitsko-dalmatinska   | Hajduk Split (I) Split (III)                                          | Hrvace (III)                                           |
| Šibensko-kninska       | Šibenik (II)                                                          | Zagora Unešić (III)                                    |
| Varaždinska            |                                                                       | Varaždin (I) Bednja Beletinec (IV)                     |
| Virovitičko-podravska  |                                                                       | Papuk Orahovica (III) Suhopolje (IV)                   |
| Vukovarsko-srijemska   | Cibalia Vinkovci (II)                                                 | Vuteks Sloga Vukovar (III) Slavonac Komletinci (IV)    |
| Zadarska               | Zadar (III)                                                           | Primorac Biograd na Moru (III)                         |
| Grad Zagreb            | Dinamo Zagreb (I) Lokomotiva Zagreb (I) Rudeš Zagreb (II) Zagreb (IV) | Maksimir Zagreb (III)                                  |
| Zagrebačka             | Inter Zaprešić (I) Vinogradar Mladina (Lokošin Dol) (III)             | Gorica Velika Gorica (I) Kurilovec Velika Gorica (III) |

U zagradama prikazan rang lige u kojoj klub nastupa u sezoni 2019./20.

## Rezultati

### Pretkolo
Ždrijeb parova pretkola kupa, u kojem sudjeluju 32 kluba kvalificirana preko županijskih kupova, je održan 30. srpnja 2019. godine. Utakmice su na rasporedu 28. kolovoza 2019. s početkom u 16 sati.
| Par | Datum              | Mjesto odigravanja | Domaći sastav             | Rezultat       | Gostujući sastav        | Napomene                                          | Izvještaji |
| --- | ------------------ | ------------------ | ------------------------- | -------------- | ----------------------- | ------------------------------------------------- | ---------- |
| 1.  | 28. kolovoza 2019. | Kloštar Podravski  | Mladost Kloštar Podravski | 1:4            | Sloga Nova Gradiška     |                                                   |            |
| 2.  | 28. kolovoza 2019. | Senj               | Nehaj Senj                | 0:2            | Karlovac 1919           |                                                   |            |
| 3.  | 28. kolovoza 2019. | Biograd na Moru    | Primorac Biograd na Moru  | 1:3            | BSK Bijelo Brdo         |                                                   |            |
| 4.  | 28. kolovoza 2019. | Predavac           | Dinamo Predavac           | 1:3 (prod)     | Kurilovec Velika Gorica | "Kurilovec" prošao nakon produžetaka              |            |
| 5.  | 28. kolovoza 2019. | Suhopolje          | Suhopolje                 | 2:6            | Oriolik Oriovac         |                                                   |            |
| 6.  | 28. kolovoza 2019. | Komletinci         | Slavonac Komletinci       | 2:2 (3:4 11 m) | Buje                    | "Buje" prošlo boljim izvođenjem jedanaesteraca    |            |
| 7.  | 28. kolovoza 2019. | Velika Gorica      | Gorica Velika Gorica      | 10:0           | Zagorec Krapina         |                                                   |            |
| 8.  | 28. kolovoza 2019. | Beletinec          | Bednja Beletinec          | 1:2 (prod)     | Vuteks Sloga Vukovar    | "Vuteks Sloga" prošla nakon produžetaka           |            |
| 9.  | 28. kolovoza 2019. | Bjelovar           | Bjelovar                  | 0:3            | Opatija                 |                                                   |            |
| 10. | 28. kolovoza 2019. | Zagreb             | Maksimir Zagreb           | 2:6            | Varaždin                |                                                   |            |
| 11. | 28. kolovoza 2019. | Unešić             | Zagora Unešić             | 5:1            | Papuk Orahovica         |                                                   |            |
| 12. | 28. kolovoza 2019. | Belišće            | Belišće                   | 0:0 (4:2 11 m) | Jadran Luka Ploče       | "Belišće" prošlo boljim izvođenjem jedanaesteraca |            |
| 13. | 28. kolovoza 2019. | Imbriovec          | Borac Imbriovec           | 1:3            | Jadran Poreč            |                                                   |            |
| 14. | 28. kolovoza 2019. | Nedelišće          | Nedelišće                 | 0:2            | Slavonija Požega        |                                                   |            |
| 15. | 27. kolovoza 2019. | Hrvace             | Hrvace                    | 3:1            | Segesta Sisak           |                                                   |            |
| 16. | 28. kolovoza 2019. | Petrinja           | Mladost Petrinja          | 3:0            | Međimurje Čakovec       |                                                   |            |

### Šesnaestina završnice
Prvi dio natjecanja na rasporedu je 25. rujna 2019. godine u 15:30 sati, no između klubova moguće je odigravanje utakmica i u drugom terminu.
| Par | Datum              | Mjesto odigravanja        | Domaći sastav           | Rezultat   | Gostujući sastav                 | Napomene                              | Izvještaji |
| --- | ------------------ | ------------------------- | ----------------------- | ---------- | -------------------------------- | ------------------------------------- | ---------- |
| 1.  | 24. rujna 2019.    | Karlovac                  | Karlovac 1919           | 0:7        | Dinamo Zagreb                    |                                       |            |
| 2.  | 1. listopada 2019. | Buje                      | Buje                    | 0:11       | Rijeka                           |                                       |            |
| 3.  | 25. rujna 2019.    | Petrinja                  | Mladost Petrinja        | 0:2        | Hajduk Split                     |                                       |            |
| 4.  | 24. rujna 2019.    | Hrvace                    | Hrvace                  | 1:2        | Slaven Belupo Koprivnica         |                                       |            |
| 5.  | 25. rujna 2019.    | Belišće                   | Belišće                 | 3:1 (prod) | Split                            | "Belišće" prošlo nakon produžetaka    |            |
| 6.  | 24. rujna 2019.    | Vukovar                   | Vuteks Sloga Vukovar    | 0:8        | Osijek                           |                                       |            |
| 7.  | 24. rujna 2019.    | Oriovac                   | Oriolik Oriovac         | 0:3        | Lokomotiva Zagreb                |                                       |            |
| 8.  | 25. rujna 2019.    | Poreč                     | Jadran Poreč            | 3:7        | Inter Zaprešić                   |                                       |            |
| 9.  | 25. rujna 2019.    | Velika Gorica - Kurilovec | Kurilovec Velika Gorica | 2:3 (prod) | Istra 1961 Pula                  | "Istra 1961" prošla nakon produžetaka |            |
| 10. | 25. rujna 2019.    | Nova Gradiška             | Sloga Nova Gradiška     | 1:2        | Vinogradar Mladina (Lokošin Dol) |                                       |            |
| 11. | 25. rujna 2019.    | Unešić                    | Zagora Unešić           | 1:2 (prod) | Zadar                            | "Zadar" prošao nakon produžetaka      |            |
| 12. | 25. rujna 2019.    | Požega                    | Slavonija Požega        | 1:5        | Šibenik                          |                                       |            |
| 13. | 25. rujna 2019.    | Bijelo Brdo               | BSK Bijelo Brdo         | 1:0        | Cibalia Vinkovci                 |                                       |            |
| 14. | 25. rujna 2019.    | Velika Gorica             | Gorica Velika Gorica    | 8:0        | Zagreb                           |                                       |            |
| 15. | 25. rujna 2019.    | Varaždin                  | Varaždin                | 4:2        | Rudeš Zagreb                     |                                       |            |
| 16. | 25. rujna 2019.    | Opatija                   | Opatija                 | 3:1        | Novigrad                         |                                       |            |

### Osmina završnice
| Par | Datum               | Mjesto odigravanja    | Domaći sastav                    | Rezultat | Gostujući sastav         | Napomene | Izvještaji |
| --- | ------------------- | --------------------- | -------------------------------- | -------- | ------------------------ | -------- | ---------- |
| 1.  | 30. listopada 2019. | Rijeka                | Opatija                          | 0:3      | Dinamo Zagreb            |          |            |
| 2.  | 30. listopada 2019. | Varaždin              | Varaždin                         | 1:2      | Rijeka                   |          |            |
| 3.  | 30. listopada 2019. | Velika Gorica         | Gorica Velika Gorica             | 2:1      | Hajduk Split             |          |            |
| 4.  | 30. listopada 2019. | Bijelo Brdo           | BSK Bijelo Brdo                  | 0:2      | Slaven Belupo Koprivnica |          |            |
| 5.  | 30. listopada 2019. | Šibenik               | Šibenik                          | 2:1      | Belišće                  |          |            |
| 6.  | 23. listopada 2019. | Zadar                 | Zadar                            | 0:3      | Osijek                   |          |            |
| 7.  | 23. listopada 2019. | Lokošin Dol - Mladina | Vinogradar Mladina (Lokošin Dol) | 0:3      | Lokomotiva Zagreb        |          |            |
| 8.  | 30. listopada 2019. | Pula                  | Istra 1961 Pula                  | 1:2      | Inter Zaprešić           |          |            |

### Četvrtzavršnica
| Par | Datum             | Mjesto odigravanja | Domaći sastav        | Rezultat | Gostujući sastav         | Napomene | Izvještaji |
| --- | ----------------- | ------------------ | -------------------- | -------- | ------------------------ | -------- | ---------- |
| 1.  | 4. prosinca 2019. | Zaprešić           | Inter Zaprešić       | 0:2      | Osijek                   |          |            |
| 2.  | 4. prosinca 2019. | Velika Gorica      | Gorica Velika Gorica | 1:2      | Slaven Belupo Koprivnica |          |            |
| 3.  | 5. veljače 2020.  | Rijeka             | Rijeka               | 1:0      | Dinamo Zagreb            |          |            |
| 4.  | 3. prosinca 2019. | Šibenik            | Šibenik              | 0:4      | Lokomotiva Zagreb        |          |            |

### Poluzavršnica
| Par | Datum             | Mjesto odigravanja | Domaći sastav            | Rezultat | Gostujući sastav  | Napomene | Izvještaji |
| --- | ----------------- | ------------------ | ------------------------ | -------- | ----------------- | -------- | ---------- |
| 1.  | 31. svibnja 2020. | Rijeka             | Rijeka                   | 3:2      | Osijek            |          |            |
| 2.  | 30. svibnja 2020. | Koprivnica         | Slaven Belupo Koprivnica | 1:3      | Lokomotiva Zagreb |          |            |

### Završnica
| 20:30         |           |                   |                                                                      |
| Rijeka        | 1:0       | Lokomotiva Zagreb | Stadion Šubićevac, Šibenik Broj gledatelja: 150 Sudac: Tihomir Pejin |
| 76' Halilović | izvještaj |                   | Stadion Šubićevac, Šibenik Broj gledatelja: 150 Sudac: Tihomir Pejin |

## Vanjske poveznice
- Službena stranica Hrvatskog nogometnog saveza: Hrvatski kup